# Unserfrau-Altweitra
Unserfrau-Altweitra è un comune austriaco di 1 001 abitanti nel distretto di Gmünd, in Bassa Austria.